# Миллер, Иосиф Иванович
Иосиф Иванович Миллер (1927—1994) — советский хозяйственный, государственный и политический деятель, Герой Социалистического Труда.

## Биография
Родился в 1927 году в селе Довсун Благодарненского района Ставропольского округа Северо-Кавказского края (ныне — территория Будённовского района Ставропольского края). Член КПСС с 1952 года.
В 1941 году, после начала Великой Отечественной войны, депортирован вместе с родителями в Казахскую ССР.
С 1941 года трудился учётчиком, бригадиром тракторно-полеводческой бригады колхоза имени Тельмана Полудинского района Северо-Казахстанской области, механизатором Полудинской МТС.
В 1953—1959 гг. — директор колхоза имени Тельмана.
В 1962 году окончил Карагандинскую партийную школу, назначен директором совхоза «Карагандинский» Возвышенского района Северо-Казахстанской области Казахской ССР, который возглавлял до 1987 года.
Указом Президиума Верховного Совета СССР от 19 февраля 1981 года присвоено звание Героя Социалистического Труда с вручением ордена Ленина и золотой медали «Серп и Молот».
С 1987 года — на пенсии. Вскоре эмигрировал в ФРГ.
Умер в Германии в 1994 году.